# Pseudohadena impedita
Pseudohadena impedita är en fjärilsart som beskrevs av Hugo Theodor Christoph 1887. Pseudohadena impedita ingår i släktet Pseudohadena och familjen nattflyn. Inga underarter finns listade.